# Patissa tonkinialis
Patissa tonkinialis là một loài bướm đêm trong họ Crambidae.